# Abadán
Abadán (en persa: اآبادان, Ābādān) es una ciudad de Irán ubicada en la provincia de Juzestán, en la orilla del río Shatt al-Arab.

## Geografía
Se alza sobre la isla homónima del cauce del río Shatt al-Arab, a 50 km (kilómetros) del golfo Pérsico.

## Historia
Abadán fue fundada en 1909. Se había descubierto petróleo en sus alrededores el año anterior. El 16 de julio de 1909, después de negociaciones secretas con el cónsul británico, Percy Cox asistido por Arnold Wilson, Jazal Jan se acordó a un acuerdo para alquilar la isla, incluyendo Abadán. Se emprendió la construcción de un complejo petrolífero por la Anglo-Iranian Oil Company, que fue nacionalizada en 1950 y se convirtió en la más grande del mundo en los años 1970.
La urbe fue seriamente dañada durante la guerra entre Irán e Irak, y aún está reconstruyéndose. En la década de los 80 sufrió bombardeos y ataques terrestres durante la guerra irano-iraquí.

## Economía
Abadán acoge un aeropuerto internacional (código IATA: ABD) e igualmente un instituto de tecnología y una gran refinería de petróleo con oleoductos. Su puerto ha sido construido y equipado con los elementos técnicos más modernos, a fin de que los buques petroleros puedan abastecerse directamente en los puertos terminales de carga en las mejores condiciones.

## Personalidades
- Patrik Baboumian, halterófilo.
- Masoud Shojaei, jugador de fútbol.
- Yahya Golmohammadi, jugador de fútbol.
- Ebrahim Mirzapour, jugador de fútbol.
- Amir Naderi, director de cine.